# First Class (Blueface)
First Class è un singolo del rapper statunitense Blueface, pubblicato il 18 novembre 2019.
Il brano vede la collaborazione di Gunna.

## Tracce
1. First Class – 3:11